# Je te retrouverai (chanson)
Pour les articles homonymes, voir Je te retrouverai.
Singles de François Feldman
Slave
(1988) Le Mal de toi
(1989)
Pistes de Vivre, vivre
Elle me rend barbare
(3) Encore plus belle endormie
(5)
Je te retrouverai est une chanson de François Feldman sortie en mai 1988 en tant que quatrième single de l'album Vivre, vivre. La chanson est écrite par Jean-Marie Moreau et composée par François Feldman.

## Liste des titres
Toutes les chansons sont écrites et composées par Jean-Marie Moreau et François Feldman.
| A. | Je te retrouverai | 3:50 |
| B. | Viens me chercher | 4:12 |

| A.  | Je te retrouverai (version maxi)   | 4:21 |
| B1. | Je te retrouverai (version single) | 3:50 |
| B2. | Viens me chercher                  | 4:12 |

## Réception

### Accueil commercial
En France, Je te retrouverai s'est classé durant dix-huit semaines dans le Top 50 d'octobre à décembre 1988. Le single entre directement à la quarante-neuvième position et recule d'une place lors de la deuxième semaine, restant à la 50e place pendant deux semaines avant de progresser doucement et d'atteindre la dix-neuvième place du Top lors de la treizième semaine.

## Classements

### Classements hebdomadaires
| Classement (1988)             | Meilleure position |
| ----------------------------- | ------------------ |
| France (SNEP)                 | 19                 |
| Québec (Palmarès francophone) | 2                  |

## Historique de sortie
| Pays    | Date     | Format    | Label               |
| ------- | -------- | --------- | ------------------- |
| France, | mai 1988 | 45 tours  | Big Bang, Phonogram |
| France, | mai 1988 | CD single | Big Bang, Phonogram |
| Canada  | 1988     | 45 tours  | Philips             |